# Taras Bulba (film 1936)
Taras Bulba (Tarass Boulba) è un film del 1936 diretto da Alexis Granowsky.
È uno dei tanti film basati sul racconto Taras Bul'ba scritto da Nikolaj Gogol' e pubblicato nel 1835.